# Zhang Wentian
Dans ce nom chinois, le nom de famille, Zhang, précède le nom personnel.
Pour les articles homonymes, voir Zhang.
 (août 2011).
Si vous disposez d'ouvrages ou d'articles de référence ou si vous connaissez des sites web de qualité traitant du thème abordé ici, merci de compléter l'article en donnant les références utiles à sa vérifiabilité et en les liant à la section « Notes et références ».
Zhang Wentian (chinois simplifié: 张闻天, chinois traditionnel: 張聞天; en shanghaïen TZAN Venthi.) ( 30 août 1900 à Shanghai – 1er juillet 1976), aussi appelé Luo Fu (洛甫), fut le secrétaire général du Parti communiste chinois (PCC) de 1935 au 20 mars 1943.

## Origines
Natif de Pudong à Shanghai, Zhang a rejoint le PCC en 1925 et fut envoyé pour étudier à l’université Sun Yat-sen à Moscou. C’est là qu’il rencontra Wang Ming et joua un rôle actif dans un groupe surnommé les 28 bolcheviks.
Vers 1930, Zhang et ses amis du groupe des 28 bolcheviks, y compris Wang et Qin Bangxian, retournèrent en Chine pour s’emparer du PCC avec l’aide de leurs conseillers à Moscou. Ils s’opposèrent à la ligne de Li Lisan, secrétaire général du PCC, et Zhang fut nommé responsable du département de la propagande, membre intérimaire puis membre du Comité permanent du bureau politique du Parti communiste chinois. Parce que le groupe des 28 bolcheviks était jeune et extrémiste, le PCC a subi de grosses pertes dans les villes, ce qui força Zhang et d’autres responsables du PCC à se retirer sur la base du Jiangxi en 1933. Comme ils continuèrent d’appliquer la même politique, la défaite devenait inévitable et la Longue Marche commença.

## Secrétaire général du PCC
Peut-être que le constat de trop nombreuses victimes modifia la conception révolutionnaire de Zhang, toujours est-il qu’au cours de la conférence de Zunyi, durant la Longue Marche, il passa dans le camp de Mao Zedong avec Wang Jiaxiang et Yang Shangkun. C’est durant cette conférence que Qin Bangxian et le conseiller militaire du Comintern, Otto Braun ou Li De, furent remplacés par Mao à la tête du commandement militaire. Dans un esprit de compromis, Zhang fut nommé Secrétaire général du PCC en remplacement de Qin Bangxian.
Lorsque Zhang se retrouva à Yan'an, il fut responsable de l’idéologie et du travail de propagande pour lequel il écrivit un livre en 1938, ‘’Traité pour cultiver la jeunesse’’ (論青年修養), qui eut une grande influence. Bien que souvent considéré comme une marionnette, il s’engagea aux côtés de Mao lorsque ce dernier engagea une lutte de pouvoir avec Wang Ming et Zhang Guotao, ce qui ne modifia pas son sort, sa position au comité permanent lui étant prise par Mao au 7e congrès national du PCC en 1945 (dans le 7e Politburo du PCC).

## Déclin
Après la fin de la guerre sino-japonaise, Zhang fut envoyé en Mandchourie avec Lin Biao, Gao Gang et Chen Yun pour établir une base de résistance du PCC au Guomindang.
Après l’établissement de la république populaire de Chine, il devint l’ambassadeur de Chine en Union soviétique et sous-secrétaire du ministère des Affaires étrangères. Il est membre du 8e Politburo du PCC.

## Disgrâce et fin
En 1959, à la réunion de Lushan, parce qu’il avait critiqué le Grand Bond en avant de Mao Zedong, il tomba en disgrâce. Zhang, le ministre de la défense, Peng Dehuai, le chef d’état major, Huang Kecheng, et le secrétaire général du PCC de la province du Hunan, Zhou Xiaozhou, furent étiquetés anti-parti et furent démis de leur appartenance au PCC. Zhang ne survécut pas aux persécutions de la révolution culturelle et mourut en exil en 1976. Il fut réhabilité en 1978.

## L'homme
Zhang était un érudit dans de nombreux domaines, expert en marxisme, histoire et philosophie occidentales et a écrit de nombreux articles dans ces domaines.